# Kaizen

Kaizen viết bằng chữ kanji

Kaizen (改善 (Hán-Việt: cải thiện) là một thuật ngữ trong tiếng Nhật, có ý nghĩa là "sự cải tiến liên tục". Trong kinh doanh, kaizen được hiểu là những hoạt động cải tiến liên tục đối trong công việc của mọi nhân viên, dù là CEO hay là các công nhân trong chuỗi lắp ráp. Kaizen cũng được áp dụng trong các quy trình vận hành như mua hàng hoặc logistics, khiến cho nó không chỉ được sử dụng trong các doanh nghiệp, tổ chức mà còn góp mặt trong chuỗi cung ứng. Nó cũng được áp dụng trong các lĩnh vực chăm sóc sức khỏe, tâm lý trị liệu, huấn luyện, chính trị và ngân hàng.
Bằng việc cải tiến các chương trình và quy trình đã được tiêu chuẩn hóa, kaizen hướng tới việc loại bỏ sự lãng phí (xem sản xuất tinh gọn). Kaizen lần đầu được ứng dụng bởi nền kinh tế Nhật Bản sau Chiến tranh thế giới thứ hai, sau đó nó nhận được sự chú ý từ các giảng viên chuyên ngành quản trị chất lượng và cả các doanh nghiệp từ Mỹ, đáng kể nhất là nó đã góp phần quan trọng tạo nên phương thức Toyota (Toyota Way). Kể từ đó, thuật ngữ này đã trở nên phổ biến trên toàn thế giới và dần được áp dụng trong cả những lĩnh vực khác ngoài kinh doanh và sản xuất.

## Tổng quan
Từ kaizen trong tiếng Nhật có nghĩa gốc là "thay đổi để tốt hơn", trong từ điển tiếng Nhật và cả trong ý nghĩa thường ngày, thuật ngữ này còn bao hàm cả ý nghĩa là "liên tục" và "triết lý". Kaizen đề cập đến bất kỳ một sự cải thiện nào, dù là được thực hiện một lần hay liên tục, lớn hay nhỏ. Trong tiếng Anh, thuật ngữ này có nghĩa là "cải tiến" (improvement). Tuy nhiên, sau khi thuật ngữ "kaizen" được sử dụng rộng rãi trong các phương pháp cải tiến kinh doanh và công nghiệp tại Nhật, đặc biệt với người tiên phong là Toyota, từ "kaizen" dần mang nghĩa để chỉ hoạt động cải tiến liên tục, đặc biệt với những tổ chức hoạt động theo "triết lý Nhật Bản". Có hai cách tiếp cận về kaizen được phân biệt như sau:
- Dòng chảy kaizen (flow kaizen)
- Chu trình kaizen (process kaizen)

Cách tiếp cận đầu tiên hướng tới dòng chảy của nguyên liệu và thông tin, thường được sử dụng trong việc tổ chức lại toàn bộ một khu vực sản xuất hoặc cả một công ty. Cách tiếp cận thứ hai có nghĩa là sự cải tiến của từng cá nhân trong công việc. Vì thế, việc cải tiến cách làm việc của một công nhân sản xuất cũng là một phần của chu trình kaizen. Việc sử dụng mô hình kaizen để cải tiến liên tục yêu cầu phải sử dụng cả dòng chảy và chu trình kaizen, dù vậy chu trình kaizen vẫn được sử dụng nhiều hơn để khiến các công nhân tập trung hơn vào các cải tiến liên tục ở cấp độ nhỏ. Trong mô hình này, các nhân viên sẽ thường xuyên phải tìm kiếm những ý tưởng nhỏ để cải thiện công việc của mình, tốt nhất phải là ý tưởng có thể thực hiện được luôn trong ngày. Điều này trái ngược lại mô hình truyền thống trong đó thường sẽ có sự chậm trễ giữa quá trình phát triển ý tưởng và thực hiện ý tưởng đó.
Kaizen là một quá trình diễn ra ngày qua ngày với mục đích tạo ra những cải tiến về năng suất và hiệu suất đơn giản. Đây cũng là một quá trình mà khi được thực hiện một cách đúng đắn, có thể giúp nơi làm việc trở nên nhân văn hơn, loại bỏ những công việc rườm rà phức tạp, dạy cho con người thực hiện những thử nghiệm ngay trong công việc bằng cách sử dụng phương pháp khoa học và biết cách tìm ra cũng như loại bỏ những sự lãng phí trong quy trình của doanh nghiệp. Tổng hợp lại, quá trình này tạo ra một cách tiếp cận nhân văn tới người lao động và giúp cho hiệu quả công việc tăng cao: "Ý tưởng ở đây là giáo dục cho mọi người trong công ty, đồng thời khen ngợi và khuyến khích họ tham gia vào hoạt động kaizen." Để thực hiện thành công, sẽ cần có "sự tham gia của người lao động trong quá trình cải tiến." Mọi người ở mọi cấp độ trong tổ chức đều phải tham gia vào kaizen, từ CEO cho tới những người làm kỹ thuật, và thậm chí là cả những người bên ngoài liên quan đến công ty (external stakeholders). Kaizen được sử dụng phổ biến nhất trong các quy trình sản xuất và tác nghiệp, ví dụ như tại Toyota, nhưng cũng vẫn được áp dụng ngay tại các môi trường phi sản xuất. Đối tượng của kaizen có thể là cá nhân, hệ thống, nhóm nhỏ hoặc tổ chức lớn đều được. Tại Toyota, nó thường sẽ là những thay đổi cục bộ tại phòng làm việc, nơi làm việc của một nhóm nhỏ để giúp mọi người trong nhóm có thể cải thiện môi trường làm việc của chính họ cũng như cải thiện hiệu quả công việc. Nhóm này thường sẽ được hướng dẫn về chu trình kaizen bởi một cấp trên trực tiếp, đôi khi việc hướng dẫn như vậy được coi là trách nhiệm chính của người giám sát. Kaizen ở một cấp độ rộng hơn, khi có sự liên kết giữa các phòng ban trong công ty với nhau, sẽ giúp quản lý chất lượng toàn diện và giải phóng những nỗ lực của con người thông qua việc cải thiện năng suất bằng cách sử dụng máy móc và sức mạnh tính toán.
Dù bản chất của kaizen (tại Toyota) đó là tập trung mang lại những cải tiến khá nhỏ, tuy nhiên về tổng thể, vì được thực hiện liên tục nên chúng lại mang đến những kết quả to lớn về hiệu quả và hiệu suất công việc. Triết lý này khác biệt với chương trình cải tiến "ra lệnh và kiểm soát" (command and control) vào giữa thế kỷ XX. Phương pháp kaizen bao gồm tạo ra những thay đổi và giám sát kết quả, từ đó đưa ra các điều chỉnh cần thiết. Không còn những kế hoạch, những dự án lớn cồng kềnh, tốn nhiều thời gian mà thay vào đó là những cải tiến ở quy mô nhỏ, dễ dàng để đề xuất và ứng dụng.
Ngày nay, phương pháp này còn được thiết kế để tìm ra những vấn đề trong quá trình hoạt động và kinh doanh của doanh nghiệp trong thời gian ngắn, được goi là "kaizen chớp nhoáng" (kaizen blitz) hoặc "kaizen sự kiện" (kaizen event). Người đóng góp lớn trong việc thực hiện thành công kaizen trong các sự kiện kaizen sẽ được trao danh hiệu "Zenkai".

## Lịch sử
Phương pháp cải tiến các công đoạn nhỏ đã được phát triển ở Hoa Kỳ trong khuôn khổ chương trình Đào tạo trong Công nghiệp (Training Within Industry) trong Chiến tranh Thế giới thứ 2. Thay vì tìm cách tạo ra những thay đổi lớn lao, đột phá để đạt được mục tiêu mong muốn, phương pháp này đề xuất rằng các tổ chức nên khuyến khích các thay đổi nhỏ, những thay đổi dễ dàng được thực hiện trong cùng một ngày. Lý do chính là vì chương trình được diễn ra trong lúc chiến tranh, vì vậy hoàn toàn không có thời gian và nguồn lực để tạo ra các thay đổi và phát kiến lớn đối với công việc sản xuất các thiết bị phục vụ chiến tranh. Bản chất của cách tiếp cận này đó là tìm cách cải thiện bằng việc tối ưu hóa chính lực lượng lao động và công nghệ hiện có.
Là một phần trong Kế hoạch Marshall sau Chiến tranh thế giới thứ hai,  lực lượng chiếm đóng của Mỹ đã gửi các chuyên gia trong nước đến để giúp xây dựng lại ngành công nghiệp Nhật Bản trong khi Bộ phận Truyền thông Dân sự  (CCS) đã phát triển một chương trình đào tạo quản lý dạy các phương pháp kiểm soát thống kê như một phần của tài liệu tổng thể. Homer Sarasohn và Charles Protzman đã phát triển và tiến hành dạy khóa học này cho Nhật Bản vào năm 1949-1950. Sarasohn sau đó đề nghị W. Edwards Deming thay thế ông để tiến hành đào tạo Nhật Bản về phương pháp thống kê trong quản trị chất lượng.
Bộ phận Kinh tế và Khoa học (ESS) cũng có nhiệm vụ giúp các các doanh nghiệp Nhật Bản cải thiện kỹ năng quản trị, và Lowell Mellen là người đã đến Nhật để hướng dẫn họ thực hiện chương trình Đào tạo trong Công nghiệp (TWI) giống như Mỹ vào năm 1951.  Bộ phận ESS đã dựng một tài liệu phim để giới thiệu cho người Nhật về chương trình 3 "J" trong khuôn khổ TWI: Chỉ dẫn Công việc, Phương pháp Công việc và Quan hệ Công việc.  Với tiêu đề "Cải tiến trong 4 Bước" (Tiếng Nhật: Kaizen eno Yon Dankai), nó đã giúp giới thiệu kaizen đến với Nhật Bản.
Nhờ sự tiên phong, hướng dẫn và thực hiện thành công kaizen tại Nhật Bản, Tiến sĩ Deming đã được Thiên hoàng trao tặng Huân chương Thụy Bảo vào năm 1960. Sau đó, Hiệp hội các Nhà khoa học và Kỹ sư Nhật Bản (JUSE) cũng đã đưa ra Giải thưởng Deming cho những người có đóng góp tạo ra các sản phẩm chất lượng và đáng tin cậy. Vào ngày 18 tháng 10 năm 1989, JUSE đã trao giải Deming cho Công ty Điện & Ánh sáng Florida, có trụ sở ở Mỹ, cho những thành tựu đạt được về quản trị kiểm soát chất lượng và quy trình, giúp đây trở thành công ty đầu tiên ngoài nước Nhật nhận giải thưởng này.

## Thực hiện
Hệ thống Sản xuất Toyota được biết đến nhờ việc sử dụng kaizen, tại đây, các công nhân trong dây chuyền sản xuất được phép tạm dừng dây chuyền sản xuất của họ trong trường hợp có bất kỳ sự bất thường nào xảy ra và cùng với người giám sát của mình, họ được đề xuất cải tiến để giải quyết sự bất thường, điều này có nghĩa là họ đã bắt đầu một kaizen.

Chu trình PDCA

Vòng lặp của hoạt động kaizen có thể được định nghĩa là: "Lập kế hoạch → Làm → Kiểm tra → Thực hiện" (Plan → Do → Check → Act). Đây còn  gọi là vòng tròn Shewhart, vòng tròn Deming hoặc chu trình PDCA.
Một kỹ thuật khác được sử dụng để kết hợp với PDCA đó là phương pháp 5 Whys, một dạng của phương pháp phân tích nguyên nhân gốc rễ, trong đó người sử dụng sẽ liên tục hỏi 5 lần câu hỏi "tại sao" để tìm ra lý do gây ra sai lầm hoặc lỗi, từ mỗi câu trả lời có được, ta lại tiếp tục hỏi ngược về trước để rồi cuối cùng có được nguyên nhân gốc rễ của vấn đề. Có rất nhiều vấn đề có thể xảy ra chỉ từ một nguyên nhân gốc rễ, và chúng ta hoàn toàn có thể tìm ra chúng bằng cách sử dụng biểu đồ xương cá. The Five Whys có thể được sử dụng như một công cụ cơ bản trong cải tiến của mỗi cá nhân, hoặc cũng là một công cụ để tạo ra sự thành công cho bất kỳ tổ chức nào.
Masaaki Imai là người có công đóng góp để khiến thuật ngữ này trở nên nổi tiếng hơn nhờ cuốn sách của ông, Kaizen: The Key to Japan's Competitive Success (Kaizen: Chìa khóa cho Sự thành công của Nhật Bản).
Trong cuốn Sổ tay Phương thức Toyota, Liker và Meier cũng đã bàn luận về hai cách tiếp cận kaizen chớp nhoáng và kaizen sự kiện với việc cải tiến liên tục. Kaizen chớp nhoáng có thể hiểu là một hoạt động cải tiến với tốc độ rất nhanh, tập trung vào một công đoạn nào đó trong quy trình. Về cơ bản, cách làm này sẽ giúp xác định và nhanh chóng loại bỏ sự lãng phí. Một cách tiếp cận khác là kaizen sự kiện, một hoạt động kaizen được thực hiện trong một quy trình nào đó trong dòng chảy giá trị. Người điều khiển kaizen thường sẽ trải qua các khóa luyện tập và nhận được chứng chỉ trước khi thực hiện những dự án Kaizen.